# 1200 Imperatrix
Az 1200 Imperatrix (ideiglenes jelöléssel 1931 RH) a Naprendszer kisbolygóövében található aszteroida. Karl Wilhelm Reinmuth fedezte fel 1931. szeptember 14-én, Heidelbergben.